# Parviz Nasibov
Parviz Nasibov (em ucraniano:  Парві́з Паша-огли Насі́бов; em azeri:  Pərviz Paşa oğlu Nəsibov; Muganli, 18 de agosto de 1998) é um lutador de estilo greco-romana ucraniano, medalhista olímpico.

## Carreira
Nasibov esteve nos Jogos Olímpicos de Verão de 2020 em Tóquio, onde participou do confronto de peso leve, conquistando a medalha de prata após disputa contra o iraniano Mohammad Reza Geraei. Nos Jogos Olímpicos de Verão de 2024 em Paris, voltou a conquistar a prata após confronto na final contra Saeid Esmaeili.